# Thomas Meunier
Thomas Meunier (Sainte-Ode, 12 de setembro de 1991) é um futebolista belga que atua como lateral-direito. Atualmente defende o Lille.

## Carreira

### Paris Saint-Germain
Em 3 de julho de 2016, Meunier foi anunciado como reforço do Paris Saint-Germain, em um acordo de quatro anos. A transferência custou 7 milhões de euros.

### Borussia Dortmund
Em 25 de junho de 2020, Meunier ingressou no Borussia Dortmund, em um contrato de quatro anos. O lateral veio do PSG sem custos. Marcou seu primeiro gol pelo clube em 16 de janeiro de 2020, na partida contra o Mainz 05.

## Títulos
Club Brugge
- Campeonato Belga: 2015–16
- Copa da Bélgica: 2014–15

Paris Saint-Germain
- Campeonato Francês: 2017–18, 2018–19, 2019–20
- Supercopa da França: 2016, 2017, 2019
- Copa da Liga Francesa: 2016–17, 2017–18
- Copa da França: 2016–17, 2017–18

Borussia Dortmund
- Copa da Alemanha: 2020–21[7]